# إيرين فيرنون
إيرين فيرنون (بالإنجليزية: Irene Vernon) هي ممثلة أمريكية، ولدت في 16 يناير 1922 في ميشاواكا في الولايات المتحدة، وتوفيت في 21 أبريل 1998 في ساوث بند في الولايات المتحدة.

## أعمال

### مسلسلات
- بيويتشد

## وصلات خارجية
- إيرين فيرنون على موقع IMDb (الإنجليزية)
- إيرين فيرنون على موقع أول موفي (الإنجليزية)
- إيرين فيرنون على موقع قاعدة بيانات برودواي على الإنترنت (الإنجليزية)
- إيرين فيرنون على موقع قاعدة بيانات الأفلام السويدية (السويدية)
- إيرين فيرنون على موقع قاعدة بيانات الفيلم (الإنجليزية)